# Marietta Johnson

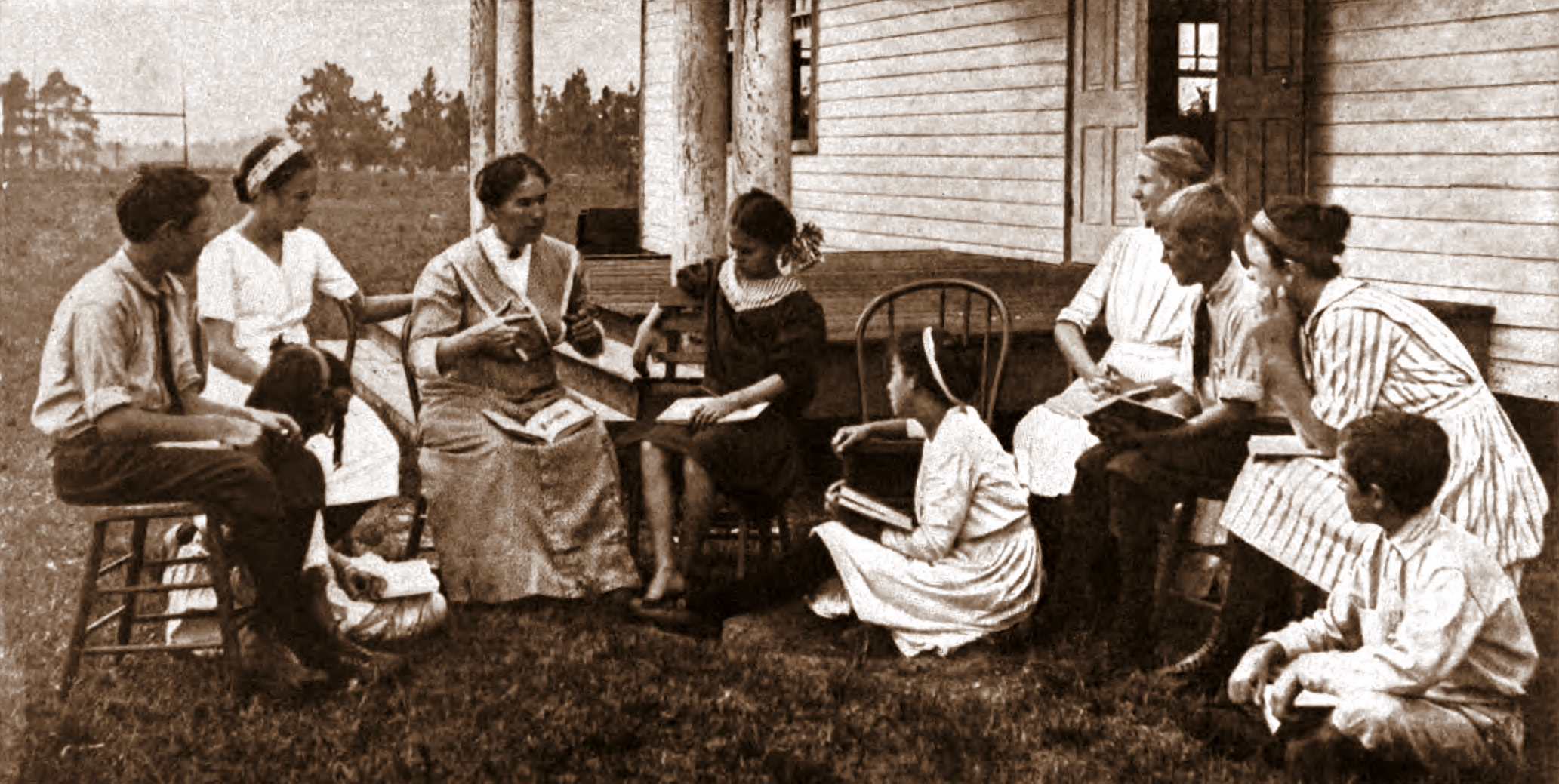
Marietta Johnson

Marietta Luisa Johnson (geb. Peirce; * 8. Oktober 1864 in St. Paul (Minnesota); † 23. Dezember 1938 in Fairhope (Alabama)) war eine US-amerikanische Reformpädagogin.
Johnson wurde Lehrerin in Minnesota. Sie zog mit ihrem Mann 1902 nach Fairhope (Alabama), einer Gründung des Utopisten Henry George, und übernahm die lokale Grundschule. 1907 schuf sie dort eine Reformschule School of Organic Education. Ihre Ideen waren, dass Kinder die Natur studieren, natürlich leben und im Unterricht nicht zu viel lesen sollten. Ihre Vorbilder waren Rousseau, Fröbel und John Dewey. In ihrer „Organic school“ gab es keine Tests, Hausaufgaben erst in der High School und keine Versetzungen. Handarbeit und Volkstanz gab es neben dem normalen Curriculum. Fairhope wurde eine Künstlerkolonie.
Ein breites Interesse traf ihre Schulgründung, sie begann andere Lehrer auszubilden und gründete 1919 die Progressive Education Association (PEA) mit. Sie hielt viele Vorträge und fand die Unterstützung von John Dewey nach seinem Besuch 1913. Der Höhepunkt des Interesses lag in den 1920er Jahren, bevor die Wirtschaftskrise 1929 eine neue Lage schuf.

## Schriften
- 30 Years with an idea, Birmingham 1974 (posthume Autobiografie)
- Youth in a World of Men, New York 1929

## Einzelbelege
1. ↑  A. Sadovnik, S. Semel: Founding Mothers and Others: Women Educational Leaders During the Progressive Era. Springer, 2016, ISBN 978-1-137-05475-3 (google.de [abgerufen am 21. Juni 2020]).

| Personendaten    | Personendaten                        |
| ---------------- | ------------------------------------ |
| NAME             | Johnson, Marietta                    |
| ALTERNATIVNAMEN  | Pierce, Marietta Luisa (Geburtsname) |
| KURZBESCHREIBUNG | US-amerikanische Reformpädagogin     |
| GEBURTSDATUM     | 8. Oktober 1864                      |
| GEBURTSORT       | St. Paul (Minnesota)                 |
| STERBEDATUM      | 23. Dezember 1938                    |
| STERBEORT        | Fairhope (Alabama)                   |